# 動物靈
動物靈，意指動物如飛禽走獸之類其靈魂所演變而成的靈體，是一種低等級的靈，經常被民間信仰假託為神明。
传说包括如狐狸、黄鼠狼、狸猫、老鼠、刺猬……等动物，死后有可能化为鬼魂来作祟，所以会对它们的尸体用掩埋的方式，避免暴露尸体。民间有些会尊称其为「大仙」。这类鬼本身有个特点，就是会用特殊的方式附身于人或碟、碗、笔等物品上，有时会化为“碟仙”、“碗仙”、“笔仙”等。
另有一種動物靈，吸收日月精氣，長年不死，修煉成精，屬於精怪的一種類別，又可稱作畜牲精，甚至成了某些民間廟宇的供奉對象，往往為人類帶來疾病與災禍。

## 參看
- 日本妖怪列表
- 中國妖怪列表
- 世界妖怪列表
- 台湾妖怪列表
- 妖怪著作列表
- 傳說生物
- 喪屍動物（英语：Zombie animal）

1. ↑  徐彻. . 上海三联书店. 2019年1月1日: 186–189. ISBN 9787542665812.
2. ↑  張公輔. . 奇幻基地. 2019年1月28日: 66. ISBN 9789869683333.